# Gabriel Trarieux
Pour les articles homonymes, voir Trarieux.
Camille-Ludovic-Gabriel Trarieux, dit Gabriel Trarieux d'Egmont, né à Bordeaux le 17 décembre 1870 et mort à Monte-Carlo le 1er mars 1940, est un homme de lettres français, d'abord poète et auteur dramatique, puis romancier et auteur d'ouvrages sur l'ésotérisme.

## Biographie
Il est le fils de Ludovic Trarieux, sénateur de la Gironde, ministre de la Justice et fondateur de la Ligue des droits de l’homme, et de Camille Faure. Venu à Paris à la suite de son père, il fait ses études au lycée Condorcet (où il se lie notamment d'amitié avec le futur peintre Maurice Denis), puis aux facultés de lettres et de droit. Il publie à l'âge de 20 ans un premier recueil de vers et ne tarde pas à se lancer dans le théâtre. Ses pièces, comme ses vers, sont bien accueillies, sans toutefois attirer un public nombreux.
De juin 1896 à octobre 1897, Trarieux dirige par ailleurs avec Maurice Pujo la revue artistique, L'Art et la vie (fondée en 1892), puis avec Lucien Besnard la Revue d'art dramatique, de 1897 à 1900. Il collabore aussi à d'autres journaux et publie notamment une série d'études sur Ibsen, Bjørnson, Hauptmann et Tolstoï.
Il se fait surtout remarquer pour un drame en trois actes, Joseph d'Arimathée, lu par Coquelin aîné au théâtre d'Application et joué au théâtre Antoine en 1898 et en 1903. Émile Faguet, qui avait été son professeur au lycée, y voit « de grandes, de profondes beautés ». Édouard Schuré le compare à Axël de Villiers de L'Isle-Adam et au théâtre de Maeterlinck et de D'Annunzio, où « l'art noblement humain cherche son temple au-dessus du public vulgaire, de la mode corruptrice et de l'industrie avilissante ». Trarieux compose par la suite deux autres pièces formant avec Joseph d'Arimathée une trilogie sous le titre Les Vaincus, mais elles ne sont pas représentées. L'Alibi, joué en 1908 à l'Odéon, et La Brebis perdue, jouée en 1911 à la Comédie-Française, obtiennent un certain succès.
Après la Première Guerre mondiale, où il sert comme capitaine d'artillerie, il s'éloigne du théâtre pour se consacrer de plus en plus à l'étude de la théosophie et de l'astrologie, domaines dans lesquels il acquiert une particulière notoriété. En 1929, il contribue des sonnets sur les signes du zodiaque à L'Astrosophie, une revue d'ésotérisme fondée à Carthage par Francis Rolt-Wheeler. En 1931, il fait paraître Ce qu'il faut connaître de l'occultisme, suivi de plusieurs autres ouvrages sur l'ésotérisme. Il publie également des romans et traduit de l'anglais La Lumière de l'Asie d'Edwin Arnold et La Cabale mystique de Dion Fortune.
Entre 1937 et 1939, il tente de rétablir la prédiction dans le domaine de l'astrologie mondiale. Dans son Essai de prévisions sur la guerre, alors que la Seconde Guerre mondiale est déjà déclarée, il en prédit la fin au mois de mars 1940, date qui se trouve être celle de son propre décès.

## Œuvres
Théâtre
- Le Songe de la Belle au Bois, conte de fées en 5 actes, 1892
- Nuit d'avril à Céos, pièce en 1 acte, Paris, théâtre des Bouffes du Nord, 27 février 1894
- Le Fils de Don Juan, pièce en 2 actes, 1896
- Les Vaincus. Joseph d'Arimathée, drame en 3 actes, Paris, théâtre Antoine, 8 avril 1898
- Pygmalion et Daphné, pièce en 1 acte, en vers libres, Paris, théâtre des Escholiers, 16 avril 1898
- Sur la foi des étoiles, pièce en 3 actes, Paris, théâtre Antoine, 16 novembre 1900
- Les Vaincus. Hypatie, drame en 4 actes, 1900
- La Guerre au village, pièce en 3 actes, Paris, théâtre Antoine, 7 novembre 1903
- Les Petites Provinciales, pièce en 1 acte, 1904
- Les Vaincus. Savonarole, pièce en 5 actes, 1906
- L'Otage, pièce en 3 actes, Paris, théâtre de l'Odéon, 14 mai 1907
- L'Alibi, pièce en 3 actes, Paris, théâtre de l'Odéon, 25 avril 1908
- La Dette, drame en 3 actes, Paris, théâtre Antoine, 25 janvier 1909
- Un soir, pièce en 3 actes, Paris, théâtre de l'Odéon, 18 octobre 1910
- La Brebis perdue, pièce en 3 actes, Paris, Comédie-Française, 20 novembre 1911
- L'Escapade, pièce en 3 actes, Paris, théâtre Michel, 24 novembre 1912

Critique dramatique
- La Lanterne de Diogène : notes sur le théâtre, 1902

Poésie
- Confiteor : Les Arabesques. La Ritournelle des amoureux. Les Vestales. Révélation de Saint-Jean, le théologien, 1891
- La Chanson du prodigue, 1892
- La Retraite de vie, 1894
- La Coupe de Thulé, 1896
- Le Portique, 1909
- Les Nuits et les Jours, 1929

Romans
- Élie Greuze, 1907
- L'Étreinte, 1931
- Les Égarés, 1932
- Monte Carlo, 1933

Ésotérisme
- Ce qu'il faut connaître de l'occultisme, 1931
- Prométhée ou le Mystère de l'homme, 1935
- Le Thyrse et la Croix, essai sur l'ésotérisme chrétien, 1936
- Que sera 1938 ? Année de transition difficile en attendant la dictature prochaine, 1937
- Que sera 1939 ? Année trouble, incertaine, avec redressement, 1938
- La Vie d'outre-tombe, 1938
- Essai de prévisions sur la guerre, 1939

Traductions
- Edwin Arnold : La Lumière d'Asie, 1933
- Dion Fortune : La Cabale mystique, 1937

## Adaptation de son œuvre au cinéma
- 1914 : L'Alibi, film réalisé par Henri Pouctal.